# Dnevni leptiri
Dnevni leptiri (danji leptiri; lat. Rhopalocera) su podred leptira koji se prema aktivnosti razlikuju od noćnih leptira Heterocera (moljaca), po tome što su aktivni danju. 
Imena Rhopalocera i Heterocera su dopušteni ali se ne koriste u znanstvenoj klasifikaciji. 

## Podjela
- Natportodica Hedyloidea:
  - Hedylidae
- Natporodica Papilionoidea:
  - Hesperiidae
  - Lycaenidae
  - Nymphalidae
  - Papilionidae
  - Pieridae
  - Riodinidae